# Varg
Varg (Canis lupus), arkaiskt även ulv, är ett rovdjur vars utbredningsområde sträcker sig över stora delar av världen. Vargen är det största vilda hunddjuret och en fullvuxen varg väger vanligen 20 till 55 kg, i undantagsfall upp till 80 kg för hanar. En mängd underarter är beskrivna men det vetenskapligt faktiskt accepterade antalet är under diskussion. Vargen är även stamfader till hunden.
En gång i tiden[när?] var arten världens mest spridda däggdjur men den har utrotats från stora delar av Västeuropa, södra Asien, Mexiko och betydande delar av Nordamerika. Varg uppträder främst, men inte enbart, i vildmark. Dess utbredningsområde har kraftigt reducerats genom avsiktlig förföljelse på grund av vargens predation av vilt och tamboskap, tillsammans med rädslan för attacker mot människan. Flera regionala populationer är allvarligt hotade. Den globala populationen är dock inte hotad. Arten har ett relativt stort utbredningsområde och populationen är stabil och kategoriseras därför som livskraftig av IUCN sedan 2004.
Vargen är ett socialt rovdjur som lever i familjegrupper som består av par, deras ungar och ibland även adopterade subadulta individer. De lever främst av klövdjur som de jagar genom längre utmattningsjakter. Över hela utbredningsområdet är vargen en typisk toppredator och endast människan och tiger utgör ett hot mot den.
I områden där människan och vargen möts, eller där människor på annat sätt har kommit att intressera sig för vargar, förekommer en mängd folkloristiska uttryck avseende varg, och vargen ingår i en mängd olika mytologier. Vargen har även på andra sätt uppmärksammats i kulturen, både i positiv och i negativ bemärkelse.
Medellivslängden för vargen är 8 år i naturen, men kan bli 18 år i djurpark. De vilda vargarna lever betydligt kortare eftersom de utsätts för faror och sjukdomar i det vilda och kan leva tills de blir drygt 10 år.

## Etymologi
Ulv, historiskt även stavat ulf, är det ursprungliga ordet för varg på svenska. Det härstammar från fornnordiska úlfr/ulfʀ (ᚢᛚᚠᛦ), sedermera fornsvenska ulver och är kognat med wolf på engelska, nederländska och tyska. På urgermanska hette varg "wulfaz", men i nordgermanska språk har w främst fallit bort när det följts av o eller u. Idag är det mindre vanligt jämte synonymen varg, men överlever i begrepp såsom varulv och namn såsom Ulf. Det dyker även upp i flera fornnordiska begrepp, såsom Fenrisulven, Ulvhednar och sagohjälten Beowulf.
Varg härrör från fornnordiska vargr och fornsvenska vargher. Det är ursprungligen ett så kallat noanamn, en smeknamn för att slippa kalla djuret vid dess rätta namn. Det betydde ursprungligen dråpare eller strypare och är kognat med tyska würgen, som betyder strypa, samt engelska wargus (från fornengelska wearg, warg), som betyder förbrytare eller fredlös. Likaså avsåg fornsvenska vargher bland annat även våldsverkare, förstörare, ogärningsman och fredlös, vilket återfinns i det gamla juridiska begreppet varg i veum. Andra noanamn på vargen är gråben, den gråe eller tasse. Förmodat vargrika vildmarker har ofta kallats tassemarker.
Det vetenskapliga namnet, Canis lupus, är nylatin för "varghund". Arten beskrevs 1758 av botanikern och zoologen Carl von Linné i tionde upplagan av hans bok Systema naturae. Tamhunden klassificerades samtidigt som en egen art under namnet Canis familiaris, "familjehund", men har sedan dess ombeskrivits som underart till vargen: Canis lupus familiaris, "familjevarghund".

## Systematik

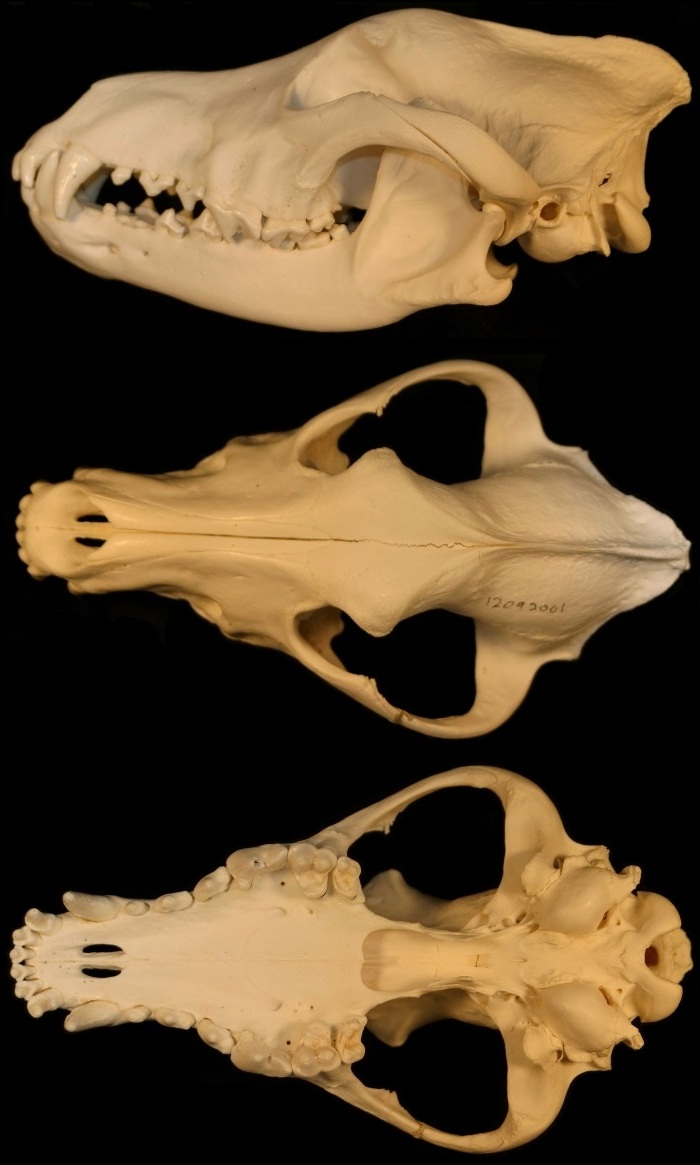
Kranium av Canis lupus.

Vargen är ett rovdjur (Carnivora) som tillhör familjen hunddjur (Canidae). Dess närmaste släktingar är rödvargen, Prärievargen (coyoten) och schakalen. På längre avstånd finns andra medlemmar av familjen hunddjur som rävar och vildhundar.

### Evolution

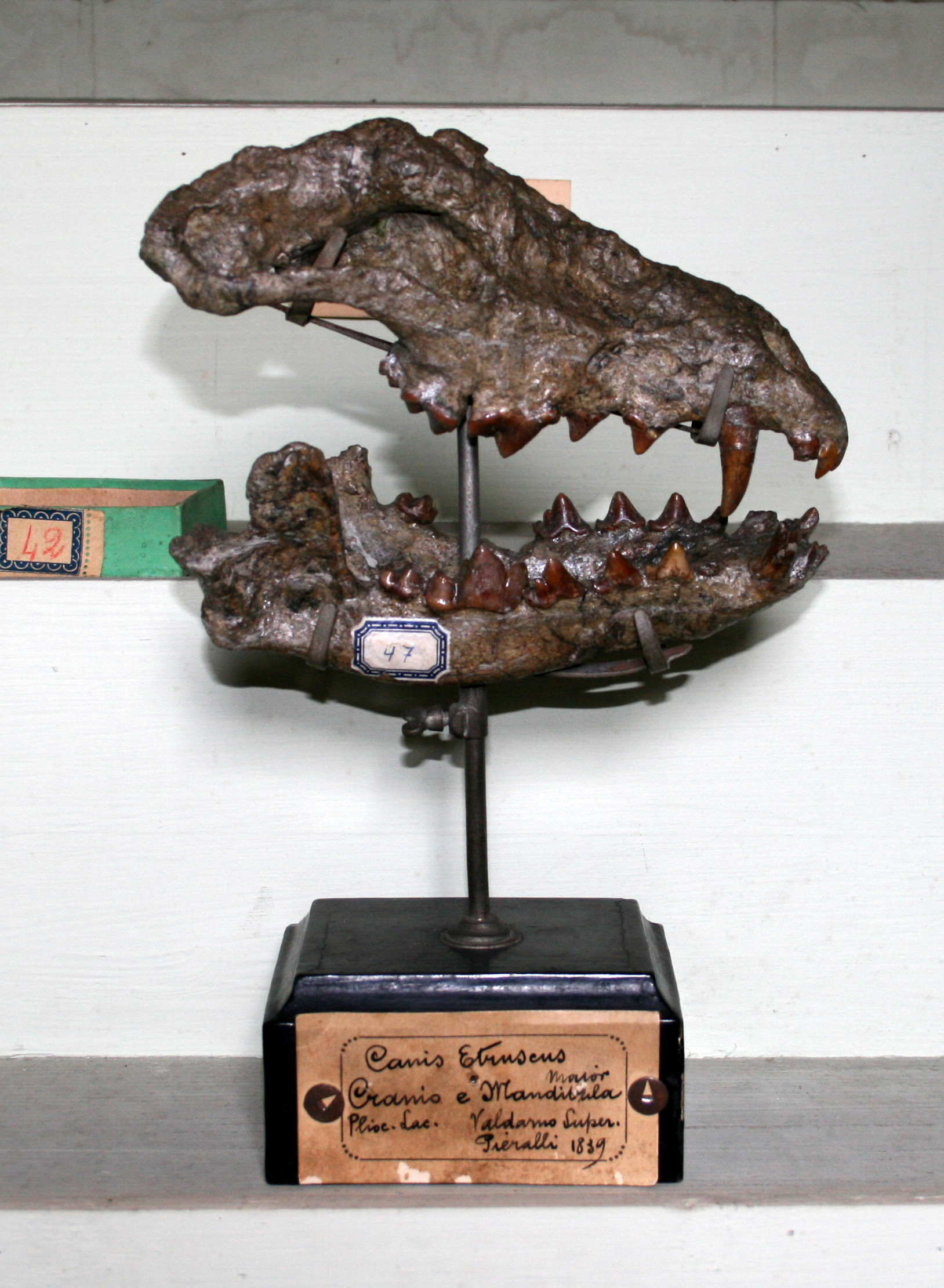
Skalle av Canis etruscus.

För 60 miljoner år sedan, under paleocen, fanns ett specialiserat mårdliknande rovdjur, Miacis, som utvecklades till hunddjur, björnar, grävlingar och vesslor. Hunddjuren utvecklades på den nordamerikanska kontinenten för 30 miljoner år sedan. Vargens mest troliga närmsta anfader är Canis lepophagus, ett litet hunddjur med smal skalle som förekom i Nordamerika under miocen, som också kan vara anfader till prärievargen. De första vargarterna uppstod under den amerikanska geologiska perioden Blancan (4 750 000–1 808 000 f.Kr.) och tidig Irvingtonian (cirka 1 800 000 f.Kr.) Bland de första kända arterna finns Canis priscolatrans, en liten varg som påminner om rödräven, som koloniserade Eurasien genom att korsa landbryggan Beringia. Utifrån dessa eurasiska C. priscolatrans utvecklades Canis etruscus och sedan Canis mosbachensis.

### Kladogram för varglika hunddjur
[källa behövs]
|  | Sidstrimmig schakal |
|  |                     |
|  | Schabrakschakal     |
|  |                     |

|  | \| \| Varg och Hund \| \| \| \| |
|  |                                 |
|  | Prärievarg                      |
|  |                                 |
|  | Varg och Hund                   |
|  |                                 |

|  | Varg och Hund |
|  |               |

|  | \| \| Varg och Hund \| \| \| \| |
|  |                                 |
|  | Prärievarg                      |
|  |                                 |
|  | Varg och Hund                   |
|  |                                 |

|  | Varg och Hund |
|  |               |

|  | \| \| Varg och Hund \| \| \| \| |
|  |                                 |
|  | Prärievarg                      |
|  |                                 |
|  | Varg och Hund                   |
|  |                                 |

|  | Varg och Hund |
|  |               |

|  | \| \| Varg och Hund \| \| \| \| |
|  |                                 |
|  | Prärievarg                      |
|  |                                 |
|  | Varg och Hund                   |
|  |                                 |

|  | Varg och Hund |
|  |               |

|  | \| \| Varg och Hund \| \| \| \| |
|  |                                 |
|  | Prärievarg                      |
|  |                                 |
|  | Varg och Hund                   |
|  |                                 |

|  | Varg och Hund |
|  |               |

|  | \| \| Varg och Hund \| \| \| \| |
|  |                                 |
|  | Prärievarg                      |
|  |                                 |
|  | Varg och Hund                   |
|  |                                 |

|  | Varg och Hund |
|  |               |

|  | \| \| Varg och Hund \| \| \| \| |
|  |                                 |
|  | Prärievarg                      |
|  |                                 |
|  | Varg och Hund                   |
|  |                                 |

|  | Varg och Hund |
|  |               |

|  | \| \| Varg och Hund \| \| \| \| |
|  |                                 |
|  | Prärievarg                      |
|  |                                 |
|  | Varg och Hund                   |
|  |                                 |

|  | Varg och Hund |
|  |               |

|  | Afrikansk vildhund |
|  |                    |

|  | \| \| Varg och Hund \| \| \| \| |
|  |                                 |
|  | Prärievarg                      |
|  |                                 |
|  | Varg och Hund                   |
|  |                                 |

|  | Varg och Hund |
|  |               |

|  | \| \| Varg och Hund \| \| \| \| |
|  |                                 |
|  | Prärievarg                      |
|  |                                 |
|  | Varg och Hund                   |
|  |                                 |

|  | Varg och Hund |
|  |               |

|  | \| \| Varg och Hund \| \| \| \| |
|  |                                 |
|  | Prärievarg                      |
|  |                                 |
|  | Varg och Hund                   |
|  |                                 |

|  | Varg och Hund |
|  |               |

|  | \| \| Varg och Hund \| \| \| \| |
|  |                                 |
|  | Prärievarg                      |
|  |                                 |
|  | Varg och Hund                   |
|  |                                 |

|  | Varg och Hund |
|  |               |

|  | \| \| Varg och Hund \| \| \| \| |
|  |                                 |
|  | Prärievarg                      |
|  |                                 |
|  | Varg och Hund                   |
|  |                                 |

|  | Varg och Hund |
|  |               |

|  | \| \| Varg och Hund \| \| \| \| |
|  |                                 |
|  | Prärievarg                      |
|  |                                 |
|  | Varg och Hund                   |
|  |                                 |

|  | Varg och Hund |
|  |               |

|  | \| \| Varg och Hund \| \| \| \| |
|  |                                 |
|  | Prärievarg                      |
|  |                                 |
|  | Varg och Hund                   |
|  |                                 |

|  | Varg och Hund |
|  |               |

|  | \| \| Varg och Hund \| \| \| \| |
|  |                                 |
|  | Prärievarg                      |
|  |                                 |
|  | Varg och Hund                   |
|  |                                 |

|  | Varg och Hund |
|  |               |

|  | Afrikansk vildhund |
|  |                    |

|  | Sidstrimmig schakal |
|  |                     |
|  | Schabrakschakal     |
|  |                     |

|  | \| \| Varg och Hund \| \| \| \| |
|  |                                 |
|  | Prärievarg                      |
|  |                                 |
|  | Varg och Hund                   |
|  |                                 |

|  | Varg och Hund |
|  |               |

|  | \| \| Varg och Hund \| \| \| \| |
|  |                                 |
|  | Prärievarg                      |
|  |                                 |
|  | Varg och Hund                   |
|  |                                 |

|  | Varg och Hund |
|  |               |

|  | \| \| Varg och Hund \| \| \| \| |
|  |                                 |
|  | Prärievarg                      |
|  |                                 |
|  | Varg och Hund                   |
|  |                                 |

|  | Varg och Hund |
|  |               |

|  | \| \| Varg och Hund \| \| \| \| |
|  |                                 |
|  | Prärievarg                      |
|  |                                 |
|  | Varg och Hund                   |
|  |                                 |

|  | Varg och Hund |
|  |               |

|  | \| \| Varg och Hund \| \| \| \| |
|  |                                 |
|  | Prärievarg                      |
|  |                                 |
|  | Varg och Hund                   |
|  |                                 |

|  | Varg och Hund |
|  |               |

|  | \| \| Varg och Hund \| \| \| \| |
|  |                                 |
|  | Prärievarg                      |
|  |                                 |
|  | Varg och Hund                   |
|  |                                 |

|  | Varg och Hund |
|  |               |

|  | \| \| Varg och Hund \| \| \| \| |
|  |                                 |
|  | Prärievarg                      |
|  |                                 |
|  | Varg och Hund                   |
|  |                                 |

|  | Varg och Hund |
|  |               |

|  | \| \| Varg och Hund \| \| \| \| |
|  |                                 |
|  | Prärievarg                      |
|  |                                 |
|  | Varg och Hund                   |
|  |                                 |

|  | Varg och Hund |
|  |               |

|  | Afrikansk vildhund |
|  |                    |

|  | \| \| Varg och Hund \| \| \| \| |
|  |                                 |
|  | Prärievarg                      |
|  |                                 |
|  | Varg och Hund                   |
|  |                                 |

|  | Varg och Hund |
|  |               |

|  | \| \| Varg och Hund \| \| \| \| |
|  |                                 |
|  | Prärievarg                      |
|  |                                 |
|  | Varg och Hund                   |
|  |                                 |

|  | Varg och Hund |
|  |               |

|  | \| \| Varg och Hund \| \| \| \| |
|  |                                 |
|  | Prärievarg                      |
|  |                                 |
|  | Varg och Hund                   |
|  |                                 |

|  | Varg och Hund |
|  |               |

|  | \| \| Varg och Hund \| \| \| \| |
|  |                                 |
|  | Prärievarg                      |
|  |                                 |
|  | Varg och Hund                   |
|  |                                 |

|  | Varg och Hund |
|  |               |

|  | \| \| Varg och Hund \| \| \| \| |
|  |                                 |
|  | Prärievarg                      |
|  |                                 |
|  | Varg och Hund                   |
|  |                                 |

|  | Varg och Hund |
|  |               |

|  | \| \| Varg och Hund \| \| \| \| |
|  |                                 |
|  | Prärievarg                      |
|  |                                 |
|  | Varg och Hund                   |
|  |                                 |

|  | Varg och Hund |
|  |               |

|  | \| \| Varg och Hund \| \| \| \| |
|  |                                 |
|  | Prärievarg                      |
|  |                                 |
|  | Varg och Hund                   |
|  |                                 |

|  | Varg och Hund |
|  |               |

|  | \| \| Varg och Hund \| \| \| \| |
|  |                                 |
|  | Prärievarg                      |
|  |                                 |
|  | Varg och Hund                   |
|  |                                 |

|  | Varg och Hund |
|  |               |

|  | Afrikansk vildhund |
|  |                    |

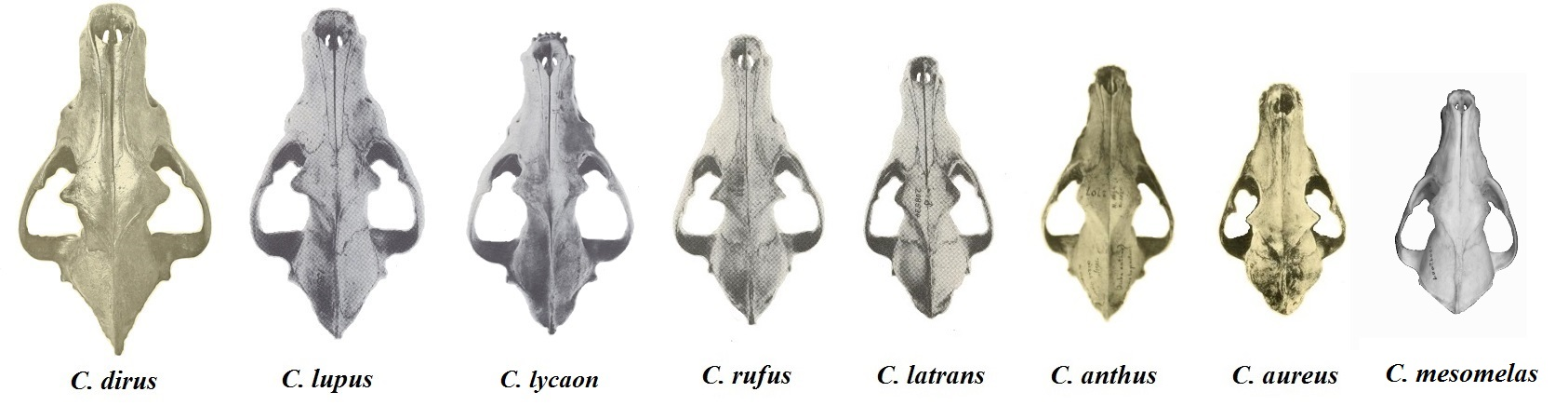
Från vänster: skallarna av jättevarg, gråvarg, timmervarg, rödvarg, prärievarg, afrikansk guldvarg, guldschakal, schabrakschakal.

### Vargens globala spridning

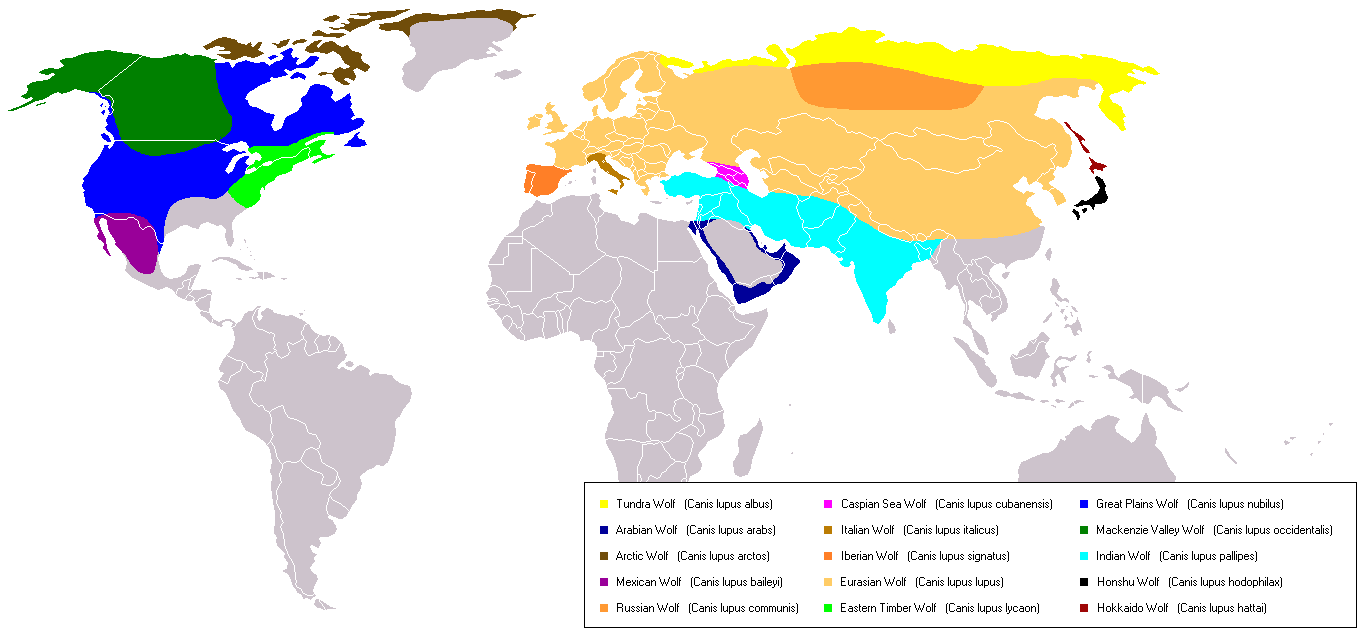
Ursprunglig utbredning för den moderna vargens underarter.

De primitiva vargarna, som påminde mycket om de moderna södra populationerna av varg som förekommer på Arabiska halvön och i södra Asien, spred sig över Europa från den tidiga pleistocena istiden till för ungefär 500 000 år sedan. C. mosbachensis utvecklades till Canis lupus, och återkoloniserade Nordamerika under den senare geologiska perioden som kallas Rancholabrean (300 000–11 000 år f.Kr.) Vid denna tid fanns i Nordamerika redan jättevargen Canis dirus som dog ut för 8 000 år sedan efter att de större bytena som de levde av, dog ut. Konkurrensen med den nyintroducerade vargen om mindre byten kan ha bidragit till dess populationsnedgång. Med jättevargens försvinnande blev vargen det enda återstående stora och vitt spridda hunddjuret.
De mest distinkta populationerna av det amerikanska beståndet uppträder i utkanten av dess utbredningsområde, som polarvarg (C. l. arctos) som förekommer på högarktiska öar, C. l. lycaon som idag förekommer i de östra skogsområdena i Kanada, Mexikansk varg (C. l. baileyi) som förekommer i allra sydligaste delarna av det amerikanska utbredningsområdet, och rödvargen (C. l. rufus) som förekommer i den motsatta delen av utbredningsområdet i förhållande till varifrån vargen återkoloniserade Amerika. Dessa populationer kan representera överlevande populationer av de tidigaste invandrande gråvargarna från Eurasien. C. l. baileyi, C. l. lycaon och C. l. rufus uppvisar ett antal primitiva drag och systematiskt släktskap med varandra. Fossila lämningar från sen pleistocen av stora vargar, som påminner om de båda arterna polarvarg och tundravarg (C. l. albus) har återfunnits i södra Kalifornien, vilket indikerar att stora nordamerikanska underarter av gråvargen gång i tiden var vitt spridd. Fossil av små gråvargar som påminner om Mexikansk varg har återfunnits i ett områden som sträcker sig från Kansas till södra Kalifornien. Detta indikerar att det förekom en populationsförflyttning under den kallare senare delen av pleistocen, då stora arktiska former flyttades söderut, och att de mindre värmeanpassade expanderade när klimatet blev varmare.
De båda japanska underarterna C. l. hattai, som dog ut 1889, och C. l. hodophilax som dog ut 1905, härstammade från stora sibiriska vargar som koloniserade Koreanska halvön och Japan, innan den separerades från asiatiska fastlandet, under pleistocen för 20 000 år sedan. Under holocen vidgades Tsugarusundet och isolerade Honshu från Hokkaidō, vilket skapade klimatförändring som ledde till utdöd av de flesta större hovdjur som förekom i övärlden. De japanska vargarna genomgick förmodligen en process där deras storlek minskade på grund av sin öutbredning, för 7 000–13 000 år sedan, som en effekt av de klimatologiska och ekologiska förändringarna. C. l. hattai var signifikant större än sin södra kusin C. l. hodophilax, då den levde på högre höjd med tillgång till större byten, och även hade kontinuerligt genetiskt inflöde från enstaka vargar från Sibirien.

### Underarter

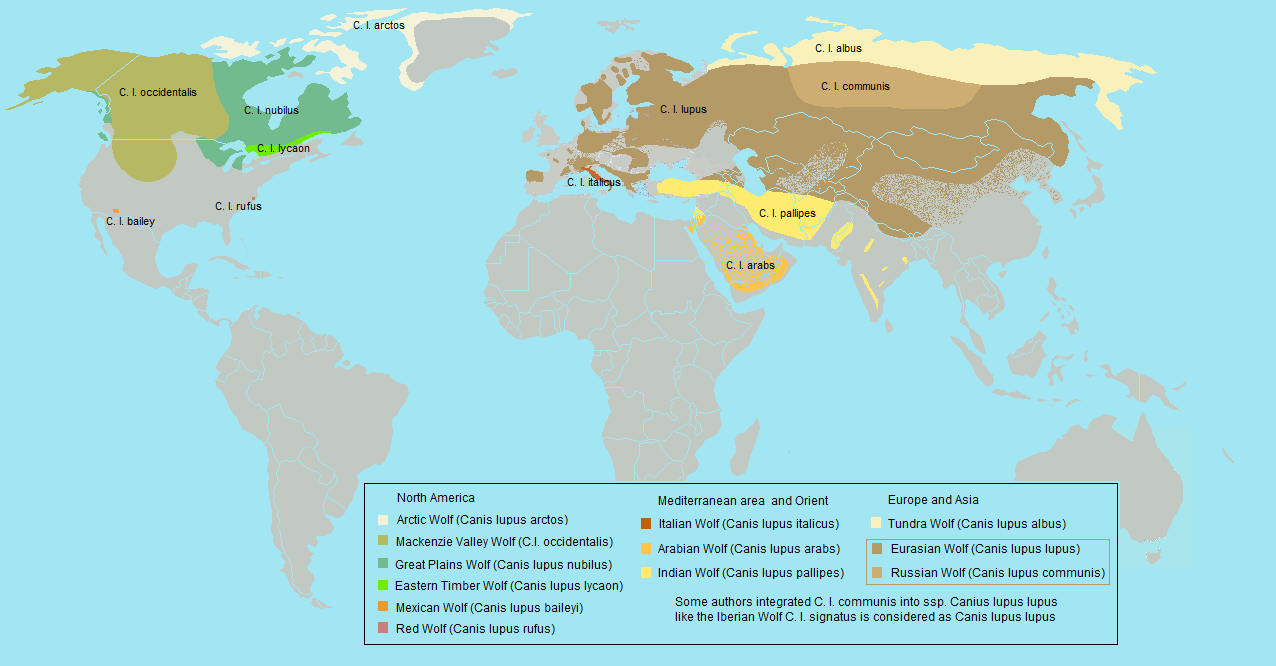
Utbredning för vargens underarter.

Antalet underarter är under diskussion. Antalet erkända underarter har vid en period varit så många som 50, men listan kan också reduceras till ungefär 13-15 underarter. Modern klassificering av dessa underarter baseras på DNA, anatomi, utbredning och flyttningsbeteenden. Vargen uppvisar en mycket stor dimorfism över sitt geografiska utbredningsområde. Kring år 2005 erkändes ungefär 39 beskrivna underarter, som bland annat omfattar rödvarg och de två underarterna av domesticerad hund, dingo (C. l. dingo) och hund (C. l. familiaris), med eurasiatisk varg som C. l. lupus, men vad gäller de två senare råder det inte konsensus.
Vargens underarter delas upp i huvudgrupper:
- "Nordliga vargar": stora arter med stor hjärna och starka rovdjurständer som förekommer i Nordamerika, Europa och norra Asien.[18] På grund av sin storlek, kraftigare tanduppsättning och höga intelligens är de ett betydligt farligare rovdjur än sina sydliga släktingar.[19]
- "Sydliga vargar": förekommer på Arabiska halvön och södra Asien. De kännetecknas av kort päls,[20] liten hjärna och svaga rovdjurständer. De kan utgöra en reliktpopulation av tidiga vargar, då de påminner om vargfossil funna i Europa,[14] och graden av förändringar i deras DNA daterar dem till 800 000 år gamla, till skillnad från de amerikanska och europeiska utvecklingslinjerna som bara sträcker sig 150 000 år tillbaka.[21] Lätena hos de södra vargarna har en högre andel korta, skarpa skall,[18] och de ylar sällan.[22] Det är troligt att hund och dingo härstammar ifrån denna grupp.[18][23]

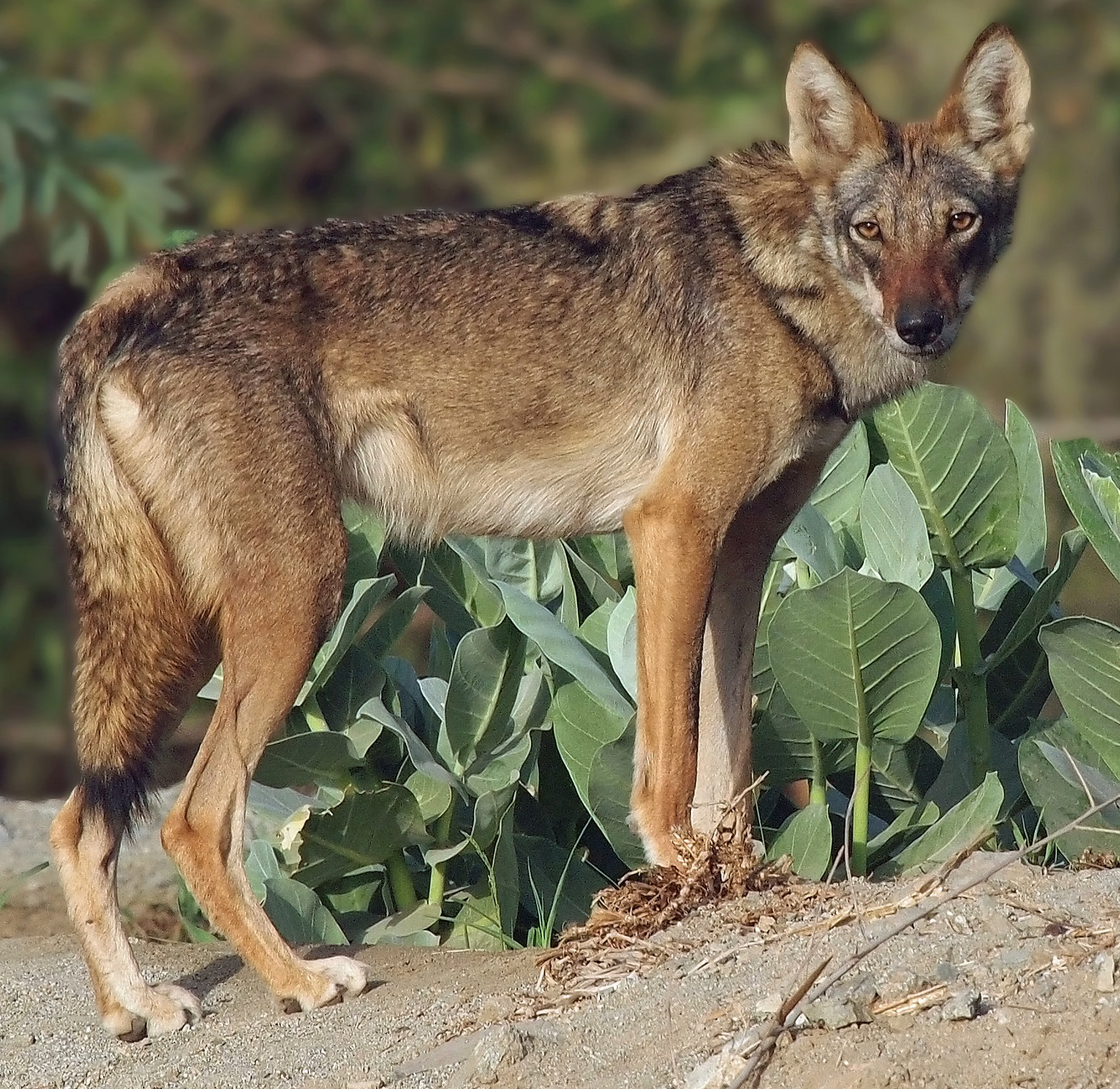
Arabisk varg (Canis lupus arabs), vilken är ett exempel på den "sydliga" vargkladen.
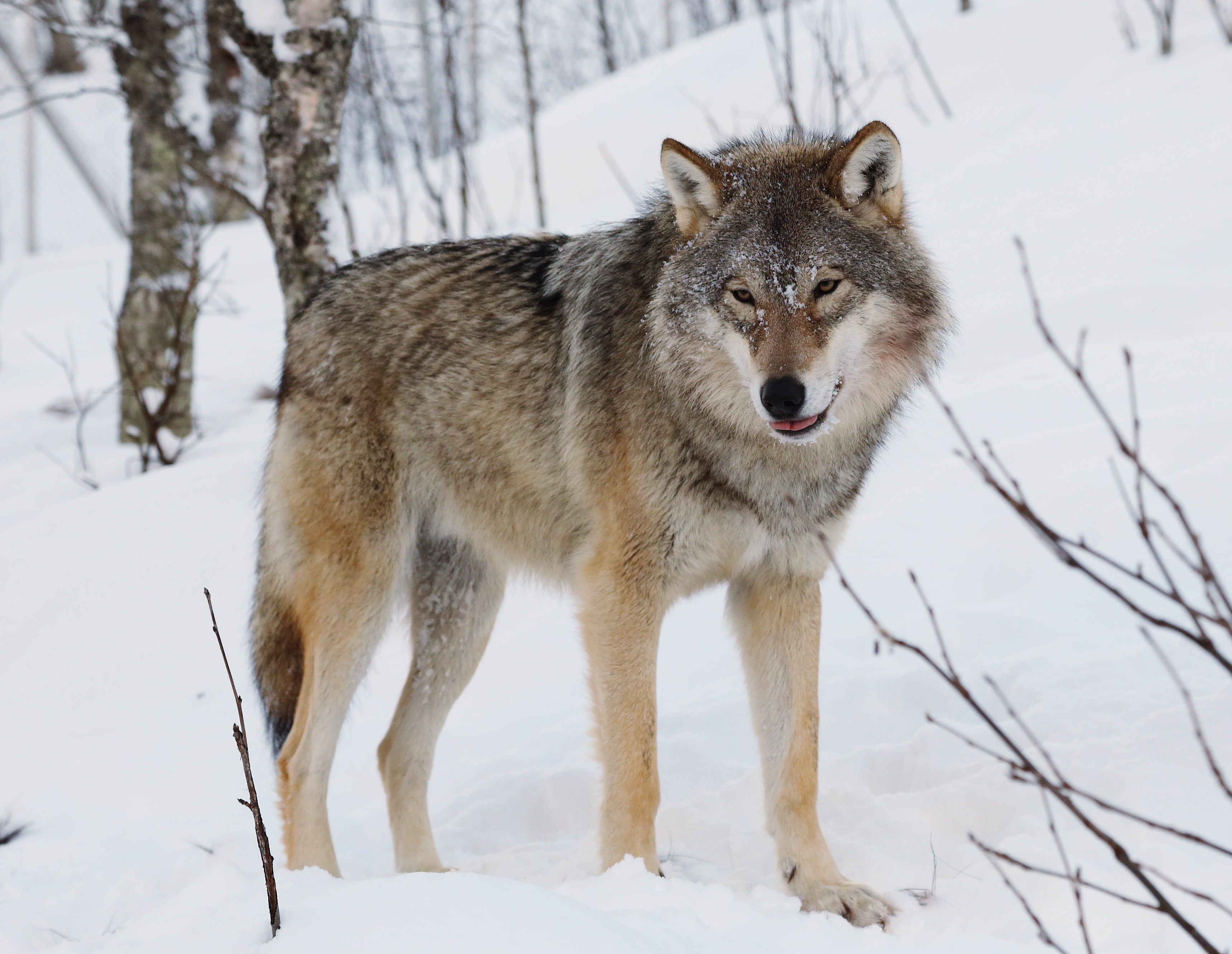
Eurasiatisk skogsvarg (Canis lupus lupus), vilken är ett exempel på den "nordliga" vargkladen.

Vargarna i centrala och östra Asien ligger i storlek mitt emellan de nordliga och sydliga vargarna. Storleksskillnaderna på hjärnorna hos olika vargpopulationer är väl definierad, där vargarna i norra Eurasien har de största, de nordamerikanska något mindre, och de sydligaste vargarna har de minsta. Sydliga vargars hjärnor är 5–10% mindre än de nordliga vargarnas. trots skillnader i ekologi och morfologi kan nordliga och sydliga vargar få avkomma.
Tamhunden klassificerades tidigare som en egen art, Canis familiaris, men behandlas idag ofta som underart till vargen: Canis lupus familiaris (jämte eurasiatiska vargen: Canis lupus lupus). Det råder dock inte vetenskaplig konsensus i frågan och olika discipliner använder olika sätt att klassificera tamhunden.

### Gråvarg

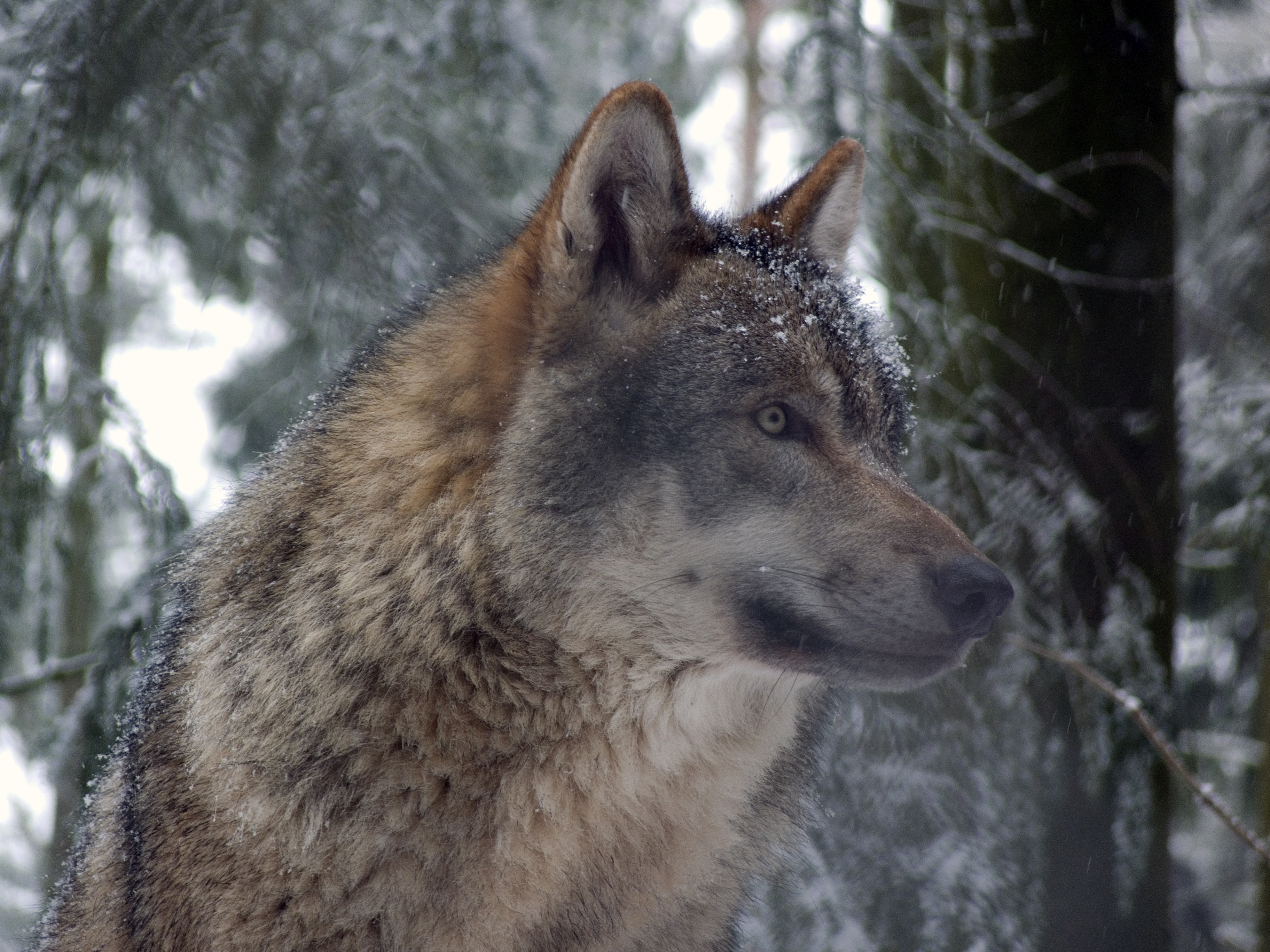
Gråvarg i snöklimat.

Enligt Jägarnas riksförbund kan "gråvarg" avse underarten Canis lupus lupus, även kallad ”eurasiatiska vargen”, ”nordliga vargen” eller ”skogsvargen”. Artdatabanken anger ”eurasiatisk skogsvarg” som särskiljande namn för underarten Canis lupus lupus.

## Utbredning och populationsutveckling

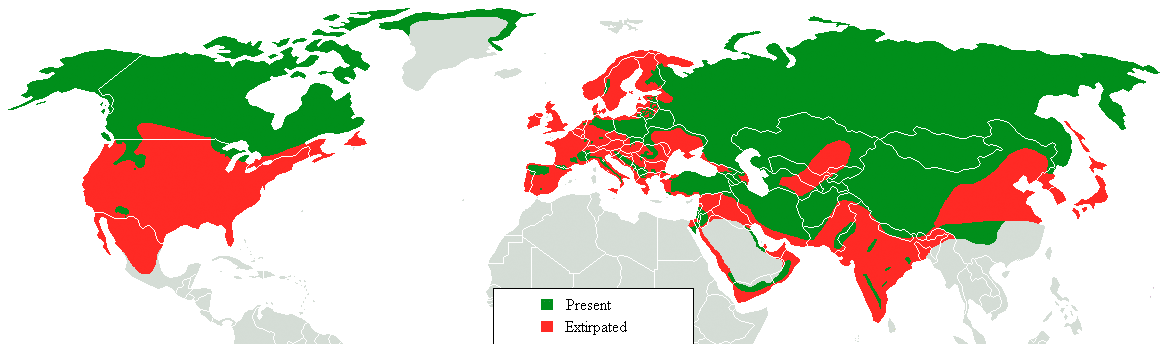
Vargens globala utbredning. Grönt = nutida förekomst; rött = utrotad.

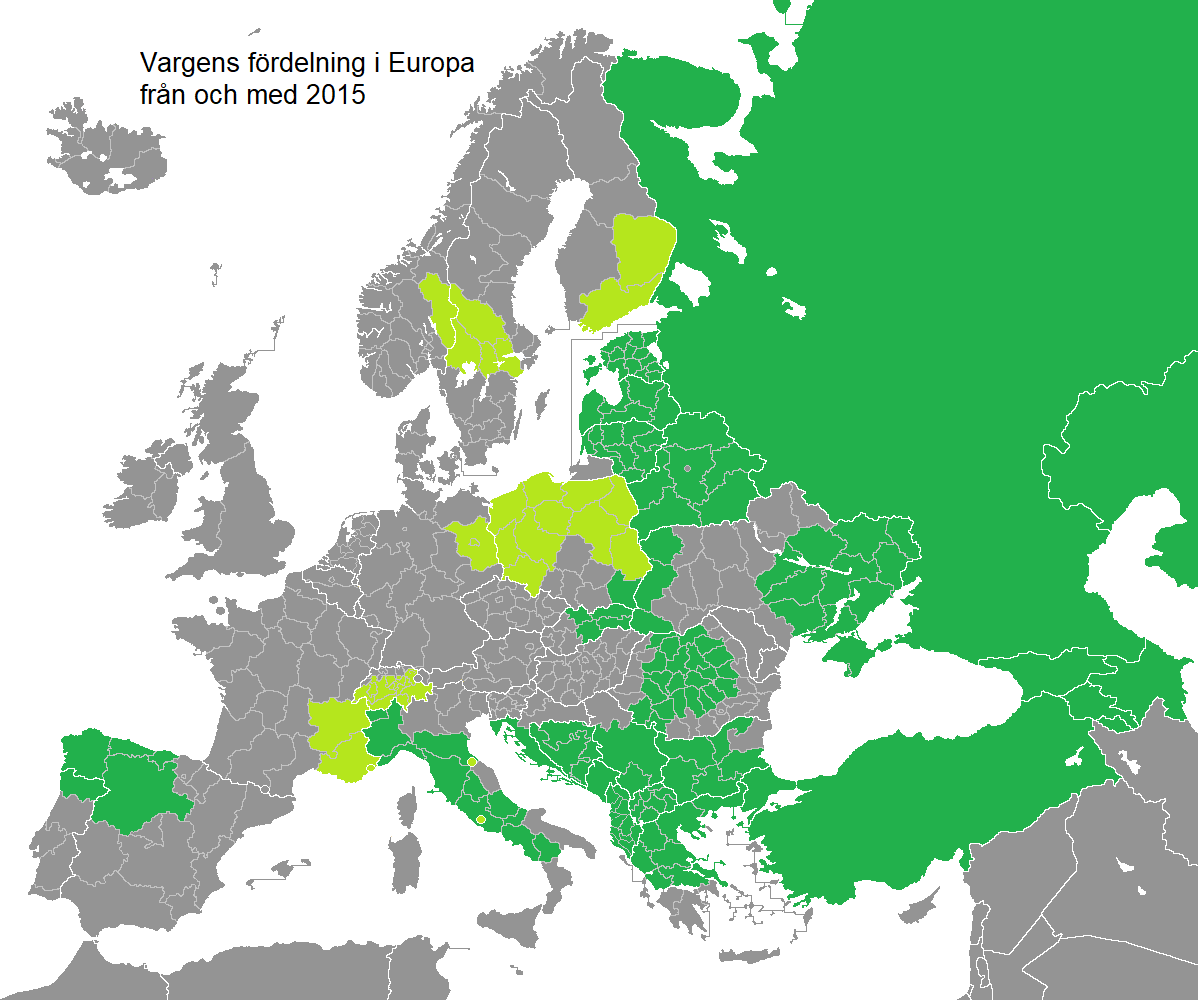
Vargens europeiska utbredning. Grönt = stabila populationer; ljusgrönt = populationer med mindre än 800 vargar.

Vargen var en gång i tiden världens mest spridda däggdjur, som förekom norr om latitud 15°N i Nordamerika och 12°N i Eurasien. Vargen tenderar att ha svårt att anpassa sig till mänsklig påverkan av habitatet, och refereras ofta till som en indikatorart, det vill säga en art som tydligt reagerar på förändringar i biotopen, som exempelvis på sjukdomsutbrott, konkurrens från introducerade arter eller klimatförändringar. Vargar är sämre på att anpassa sig till en expanderande civilisation än vad exempelvis prärievargar, då människans populationsutveckling verkar ha gynnat den senare, verkar den ha missgynnat vargen. Den eurasiatiska vargstammen beräknas dock uppgå till 100 000–200 000 individer.
Trots att vargen inte riskerar utrotning, så är lokala populationer fortfarande hotade. Ett hot mot dessa utgörs av genetisk utarmning på grund av fragmentariserade populationer. Människan har isolerat fickor med små populationer som då drabbas av inavel. Studier har visat att reproduktionstakten hos vargar är starkt kopplad till genetisk mångfald. Dock kan även en sådan starkt inavlad population vara livskraftig . Isolerade vargbestånd påverkas mycket positivt redan av alleler ifrån bara en introducerad individ.
Förutom i Storbritannien och på Irland var vargen vitt spridd i Europa under 1700-talet, men utrotades från alla central- och nordeuropeiska länder under 1800-talet och fram till perioden efter andra världskriget. Den största populationen finns idag i östra Europa, främst i Ryssland och Rumänien, samt på Balkan och i Polen. Kvarlevor av det europeiska vargbeståndet finns i Portugal, Spanien, Italien och Grekland, men vargbeståndet har även återhämtat sig naturligt i flera delar av Europa och återkoloniserat Frankrike, Tyskland, Finland, Sverige och Norge.
Vargpopulationerna verkar generellt stabila eller ökande i flertalet, men inte alla, av de länder som skrivit på Bernkonventionen om skydd av europeiska vilda djur och växter samt deras naturliga livsmiljöer. Begränsande faktorer i medlemsländerna omfattar bristande acceptans (speciellt i områden där vargen har återinvandrat) oftast på grund av oro för attacker mot boskap och hundar, och konkurrensen om viltet för jägare. Jakt, både legal vargjakt och illegal jakt, utgör de främsta begränsande faktorerna för den europeiska vargstammen.
Informationen kring vargpopulationen i Mellanöstern är liten, förutom i Israel och Saudiarabien. Man uppskattar att det finns 300–600 vargar på Arabiska halvön, som trots att den jagas året runt förutom i Israel, har en relativt stabil population som främst skyddas av att den förekommer i otillgängliga områden som bergen i norr och i de norra och centrala ökenområdena. I Indien är vargen klassificerad som utrotningshotad, och beståndet uppskattas till 800–3 000 individer som finns utspridda i ett flertal isolerade populationer. I Kina och Mongoliet är vargen inte skyddad förutom i specifika reservat.
Vargens utbredningsområde sträckte sig tidigare över stora delar av Nordamerika norr om Mexico City. Idag varierar deras status utifrån land, delstat och provins. Kanada och Alaska har bestånd med tusentals individer som är i utmärkt biologisk kondition. Vargen har expanderat utifrån Kanada till norra Klippiga bergen sedan 1970-talet, och har etablerat sig i söderut till Montana, Washington, Idaho och Wyoming. 1994 infångades vargar från Alberta och British Columbia och introducerades i Yellowstone National Park, där arten varit regionalt utdöd sedan 1930-talet. En liknande introduktion skedde 1998 i Apache National Forest i Arizona.

## Utseende och fältkännetecken

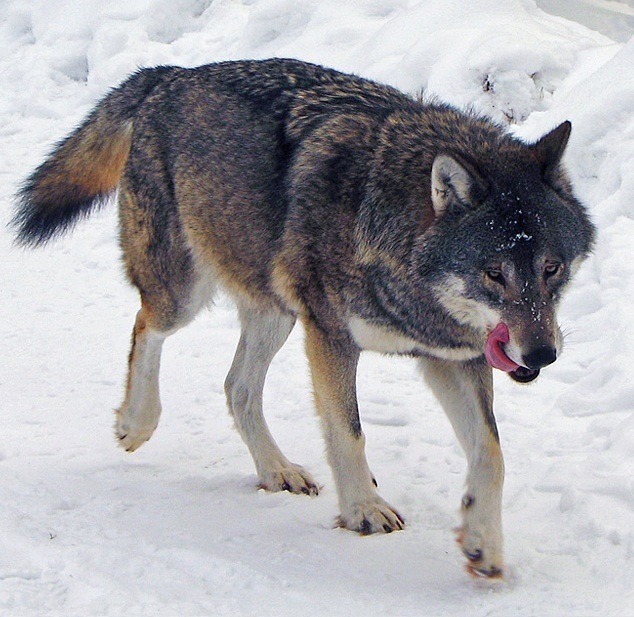
Skandinavisk varg fotograferad på Kolmårdens djurpark.

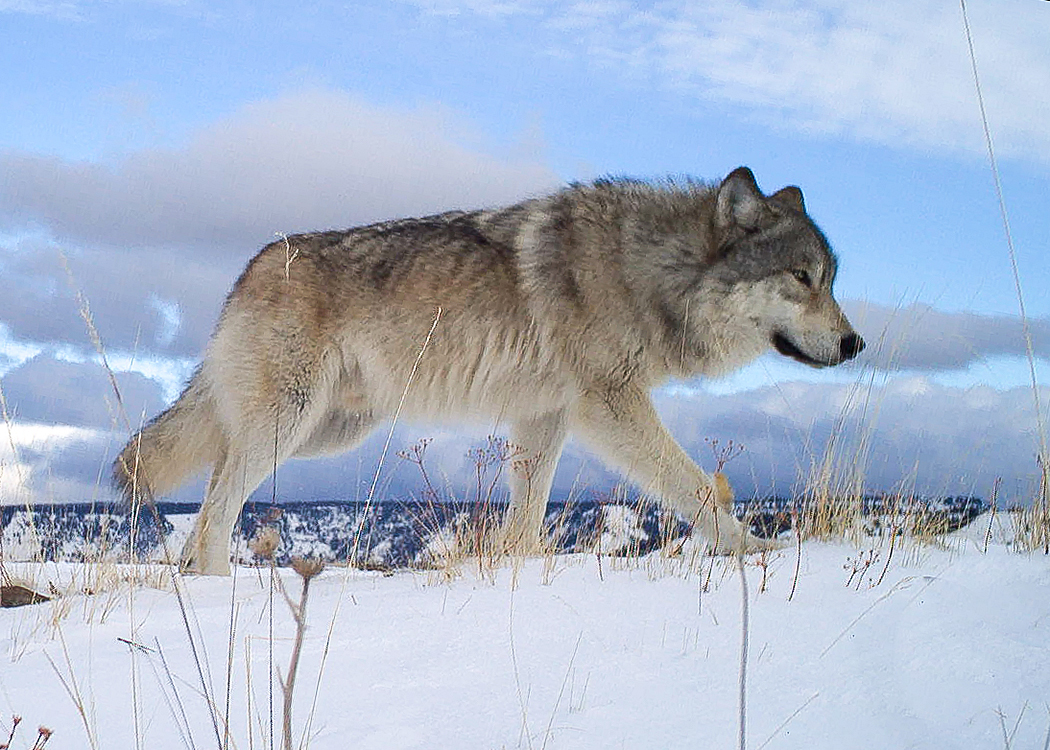
Nordamerikansk varg fotograferad i Wallowa County, Oregon, USA.

Storleken på varg skiftar mycket på olika platser i världen. De största vargarna förekommer i skogsområden i Alaska, Kanada och Östeuropa och är ungefär 160 centimeter långa, vid skuldran 80 centimeter höga och med en cirka 50 centimeter lång svans. Dessa vargar väger upp till 80 kilogram. De minsta vargarna lever på arabiska halvön och i närliggande regioner. Deras längd ligger vid 80 centimeter och vikten vid 20 kilogram. Svansen är ungefär 28 till 30 centimeter lång. Honor är mellan 3 och 12 procent mindre än hannar och har 20 till 25 procent lägre kroppsvikt.
Pälsens färg varierar väldigt mycket. Det finns vita, krämfärgade, rödaktiga, gulaktiga, gråa och svarta individer. I tempererade områden av Europa och Asien är de huvudsakligen gråaktiga och i arktiska regioner mest svarta eller vita. Undersidan är blek eller ljust vit. Ofta är vargarnas rygg på grund av inblandade svarta hår mörkare än deras svans, buk, öron och nos.

### Skillnader mellan varg och hund

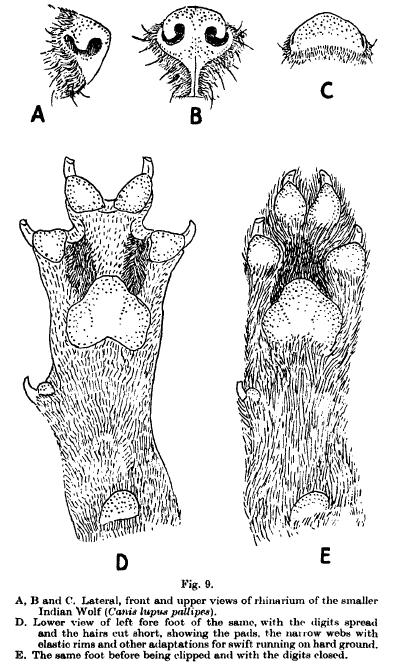
Beskrivning av vargtass

Det kan vara svårt att skilja en varg från en vargliknande hund. Hundraser som jämthund, Siberian Husky och Alaskan Malamute kan vara mycket lika vargen till utseendet. Det finns emellertid några egenskaper som skiljer dem åt. Vargen är oftast betydligt större än liknande hundar. Vargen håller oftast svansen vågrätt eller lite ner medan dessa hundar går med upprätt eller inrullad svans. När vargen lyfter på svansen står den rakt upp, inte ihoprullad. Skandinaviska vargar kännetecknas även av ljusare kind- och hakpartier. Dessa ljusa partier når aldrig över ögonen.
Det är mycket svårt att skilja vargspår från spår av hundar. Vargen sätter bakfötterna i spåret som lämnades av framfötterna. Ofta krävs det att man följer spåret en längre sträcka (gärna flera km) för att man ska kunna vara någorlunda säker på att det är varg och inte en lös hund man spårar. Vid spårning på snö lämnar stora hanvargar en spårstämpel på 10–12 cm exklusive klor. Få hundar har så stora tassar. Nordeuropeiska vargar har dessutom en steglängd på minst 140 cm på hårt, plant underlag i trav, vilket sällan matchas av hundar. Det finns emellertid vargar med små tassar, och en normal varghonas tassar är inte större än en grå- eller jämthunds.
Vargspåren går ofta rakt (målmedvetet) medan tama hundar brukar springa kors och tvärs.[källa behövs] Detta beteende gäller dock inte alltid, eftersom vargen också kan göra oregelbundna lovar, och hundar kan dessutom vara målmedvetna. Rimligen torde förvildade hundar med tiden bli mer "lugna" (mindre lekfulla) i beteendet och därmed svårare att skilja från varg på spår.[källa behövs] När vargar går i flock i djup snö, går de ofta "fot i fot". De sätter då ner tassarna i varandras spår, så att det ser ut som att det endast gått ett djur i spåret.[källa behövs] Spårar man en längre sträcka kommer man förr eller senare till något ställe där de delar på sig. En sådan spårlöpa lämnar inte tama hundar.[källa behövs]
Till spårtecknen räknas också spillning och urinmarkeringar. En varg äter oftast inte samma slags mat som en hund nuförtiden. Den livnär sig på kött och ben och därför finns vanligen bytesdjurens hår, tänder, hovar eller benrester i spillningen. Spillningen skiljer sig således från hundens, som oftast blir utfodrad med pellets som är utblandade med vegetariskt innehåll. När vargen ätit mycket ben, blir avföringen helt vit.[källa behövs] En hund som utfodras med samma slags föda som vargen dvs kött och ben har dock likadan avföring som vargen.
Urinmarkeringar av varg ser likadana ut som hundens, men hos vargen är det endast alfaparet som har rätt att lyfta på benet när de urinerar. De andra flockmedlemmarna (även hannarna) hukar sig ner och urinerar som hundtikar.[källa behövs] Under högvintern, när honan löper, kan man finna spår av blod i urinmarkeringarna. Då vet man att det är en vargtik som urinerat (hundtikar urinerar oftast hukande).
Medelstora bytesdjur som rådjur, får och vildsvin dödas av vargen med ett bett i strupen. Ibland skadas djuret innnan med bett i låren eller kroppssidan för att få halsen närmare marken. Hundar attakerar bytesdjur på alla kroppsdelar.

### Sinnen
I vargens näsa förekommer ungefär 200 miljoner luktreceptorer vad som är betydlig fler än människans cirka 5 miljoner luktreceptorer. Sinnescellerna är fördelade på skrynkliga tunna hinnor i näsan. Alla hinnor tillsammans har en större yta än vargens utsida. Informationen från receptorerna samlas i artens två luktlober.
I motsats till flera av vargens bytesdjur, som har synen åt sidan, är artens ögon framåtriktade. Vargen har därför en bättre tredimensionell syn men vinkeln som kan överskådas är med cirka 180 grader mindre.

## Ekologi
Varghonan bygger en lya endast för ungarnas uppfostring. Dessutom används grottor, håligheter i träd som ligger på marken och i håligheter mellan rötter som lya. Ibland övertas bon från andra djur som byggs ut. Ofta ligger flera lyor i reviret med upp till 16 km avstånd från varandra. En vanlig lya har flera tunnlar som tillsammans är 2 till 4 meter långa. Boets kammare fodras inte med mjuka föremål. Honan och ungarna bosätter sig efter cirka 8 veckor i en lya närmare flocken. Dessa bon byts vanligen med kort mellanrum. Ibland används de upp till två månader.
Vargen är allmänt nattaktiv, men beroende på vädret och andra faktorer är den ibland dagaktiv. Arten vandrar i Finland i genomsnitt 23 km per natt och ibland kan sträckan vara 200 km lång. Djuret följer vanligen vägar, stigar, vattendrag eller injöarnas istäckta kanter. Vargar som lever av renen följer ofta hovdjurets vandringar som kan vara upp till 360 km långa. Vandringen sker vanligen med en hastighet av 8 km/h och under upp till 20 minuter lång tid uppnås en hastighet av 55 till 70 km/h. Ibland görs upp till 5 meter långa hopp.

### Socialt beteende
Ibland påträffar man ensamma vargar i naturen men den vanligaste levnadsformen är flocken, eller familjegruppen som man idag föredrar att kalla den.[källa behövs]Antal medlemmar i flocken kan variera från 3 till 20 vargar.
Vargens flock består av föräldraparet (alfa-djuren), deras årsvalpar samt tidigare ungar. I flocken finns en social rangordning där alfaparet står högst i rang. Rangordningen är i själva verket två rangordningar: en för hanar och en för honor. Strider om rang sker alltid mellan individer av samma kön. Antalet djur i flocken beror på födotillgången. I Skandinavien är genomsnittsstorleken på vargrevir ca 100 000 hektar (tio kvadratmil).
Inom flocken finns tydliga strukturer och en rådande hierarki som medlemmarna i flocken bör anpassa sig efter. Alfahanen och alfahonan står högst i rang och det är de som styr flocken. De bestämmer när flocken ska jaga, förflytta sig, sova och så vidare. För att den här dynamiken i flocken ska fungera har vargar ett väl utvecklat sätt att kommunicera med varandra. Med kroppsspråket visar vargarna tydligt vilken rang de har i flocken. För att flocken ska kunna fungera på ett optimalt sätt är det viktigt att hierarkin inom flocken är stabil. De faktorer som främst påverkar vargarnas flockstorlek är antalet flockmedlemmar som en varg kan skapa sociala band till och mängden social konkurrens varje medlem i flocken klarar av. Är flocken för stor blir konkurrensen om mat, ledarskap och partners för stor och flocken kan inte längre fungera effektivt.
Banden mellan medlemmar i flocken kan ungefär likställas med det band som finns mellan en hund och dess husse/matte. För att skapa så starka band krävs att det finns en fästpunkt mellan alla individer och att de har kontakt under en längre tid. Fästpunkterna uppkommer vid uppvaktning och parning, när föräldrarna föder upp sina valpar och mellan valparna i kullen. Vargar parar sig ofta med varandra flera år i rad även om det finns andra individer tillgängliga för parning. Första tiden diar valparna, men sedan får de mat genom att de rör vid mungiporna på vuxna vargar i flocken. De vuxna vargarna stöter då upp kött åt valparna. Normalt parar sig alfahanen och alfahonan, men det kan även inträffa att alfahanen avstår att para sig med alfahonan och en hane som har lägre status får para sig med alfahonan. Det kan finnas tre andra statusgrupper i en vargflock: vuxna djur, vargar som lever i periferin av flocken, så kallade "outcasts" och ungdjur. En flock blir troligen mer stabil ju längre samma individer har varit alfapar. Inom flocken kan konflikter inträffa men dessa löses ofta genom att de visar sin dominans genom kroppsspråk och det är sällan någon skadas.

### Läten

#### Ylning

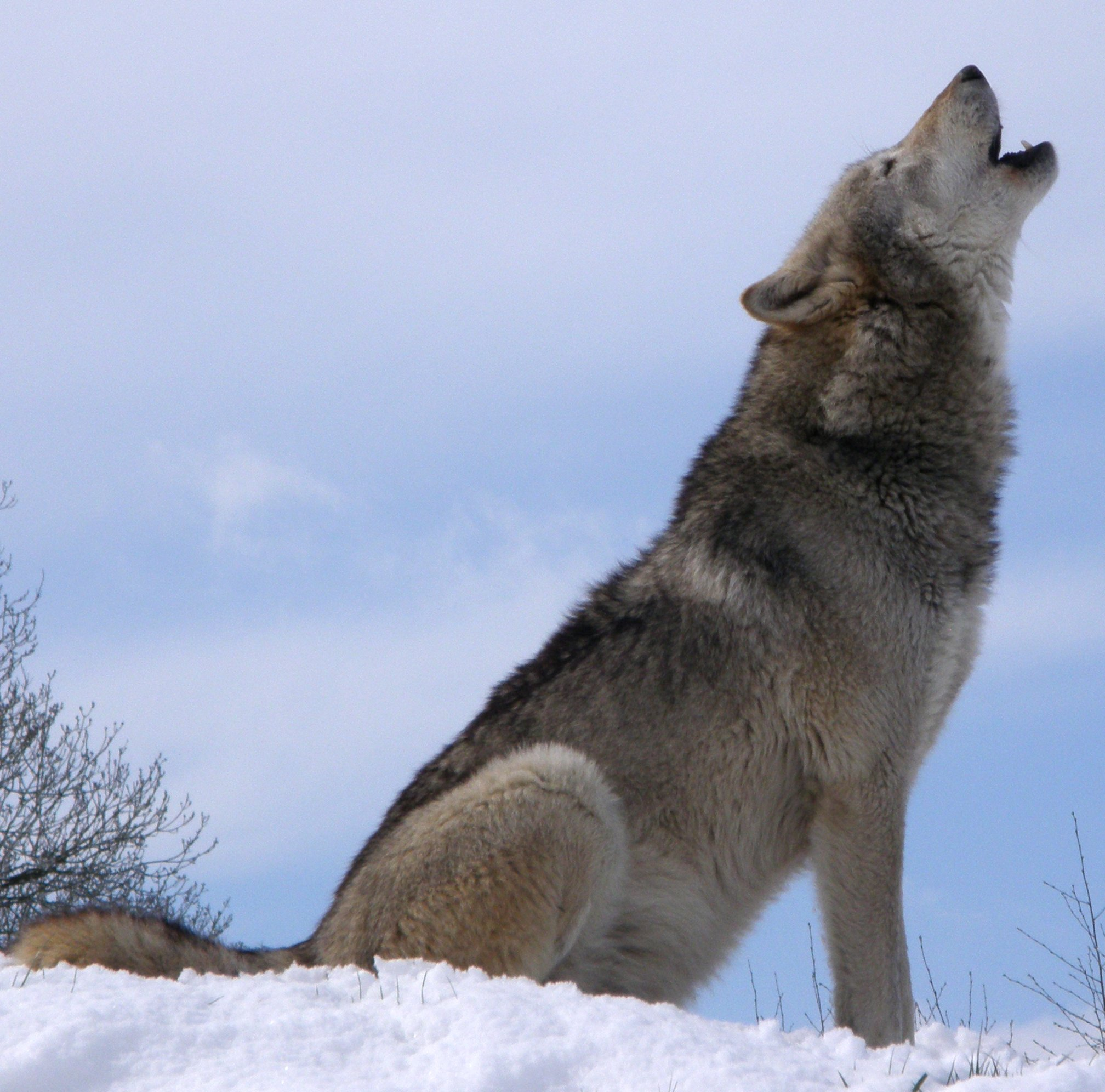
Ylande varg.

Vargens ylande går oftast inte att skilja från större hundars ylande. Varghanars ylande sträcker sig en oktav och slutar i en djup bas med betoning på "O", medan honor producerar en modulerande nasal baritonton med betoning på "U". Valpar ylar nästan aldrig men årsungar producerar en sorts ylanden som slutar i hundlikt gläfsande. Vargar ylar för att samla flocken (oftast före och efter jakt), för att varna (speciellt vid lyan), för att lokalisera varandra under dåligt väder eller i obekant terräng och för att kommunicera över stora avstånd. Vargars ylande kan under vissa förhållanden höras över en yta av 130 km². Ylningen har en grundfrekvens på mellan 150 och 780 Hz, och omfattar upp till 12 harmonierande övertoner. Tonhöjden är oftast konstant eller skiftar mycket subtilt, och kan ändra riktning upp till fyra eller fem gånger. Ylandet för att sammankalla flocken för att döda ett byte är långt och mjukt. När de förföljer byten är ylningen högre och vibrerar mellan två toner. När de närmar sig bytet kombineras ett kort skall och ett yl. När vargar ylar tillsammans tenderar de att harmoniera varandras olika toner. Ensamma vargar undviker oftast att yla i områden där det förekommer andra flockar. Vargar reagerar inte på ylandet under regnigt väder eller när de är mätta.
Vargar från olika geografiska områden kan yla på olika sätt. De europeiska vargarna har ett mer förlängt och melodiskt ylande än de nordamerikanska vargarna, vars ylande är ljudligare och har starkare betoning på den första stavelsen. Studier med playback-uppspelning visar dock att i varje fall nordamerikansk varg reagerar på europeisk vargs olika typer av ylningar.

#### Andra läten
Vargars övriga läten, utöver ylning, brukar delas upp i tre kategorier: morr, skall och gny. Skall har en grundfrekvens på 320–904 Hz, och yttras vanligtvis när en varg blir uppskrämd. Vargar skäller inte lika kraftfullt eller länge som hundar men skäller några gånger innan den drar sig tillbaka ifrån en uppfattad fara.
Morrningar har en grundfrekvens på 380–450 Hz, och yttras mest vid kamp om mat. Valpar morrar vanligtvis också när de leker. En variant av ylningen följs av ett högfrekvent gnyende läte vilket förebådar en attack. Gny förknippas annars situationer av oro, nyfikenhet, undran eller intimitet som hälsningar, matning av valpar eller lek.

### Synlig signalering
Den grå vargen uttrycker sig mer komplext än exempelvis prärievarg och guldschakal vilket är nödvändigt för vargens levnadssätt och jaktvanor. Mindre sociala hunddjur har generellt ett fåtal enkla visuella signaler medan vargen har mer varierade visuella signaler. När vargen är lugn är benen avslappnade, svansen hänger och ansiktet är slätt, läpparna och öronen är avslappnade. Aggressiva eller revirhävdande individer har långsamma rörelser och hög kroppshållning. När en avelshane stöter på en undergiven familjemedlem så kan den dominanta stirra på henne medan han står upprätt och stilla med svansen hållen horisontellt utmed ryggen. Två former av undergivet beteende är kända - passiv och aktiv. Passiv underkastelse sker oftast vid närmande av ett dominant djur, och innebär att den undergivna vargen ligger delvis på rygg och låter den dominerande vargen lukta på könet. Aktiv underkastelse sker ofta som en form av hälsning och innebär att den undergivna vargen närmar sig en annan varg med en låg kroppsställning och slickar den andra vargen i ansiktet. När vargar umgås brukar de leka genom att trycka nosen hårt mot varandra, brottas, gnugga kinderna eller slicka varandra i ansiktet. Att slicka en annan individ på nosen är ett tecken på undergivenhet och att nafsa i nosen är ett tecken på dominans.

### Jakt och föda

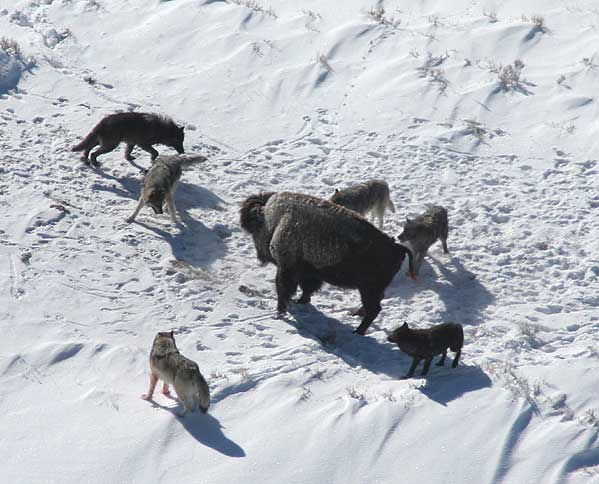
En vargflock som omringat en bisonoxe.

Hjortdjur, främst älg, samt ren och rådjur är de viktigaste bytesdjuren i Skandinavien, men hare, bäver, vildsvin och grävling ingår också. I Nordamerika lever vargar främst på hjortdjur, bison och ren. Vargen tar främst gamla och sjukliga byten samt ungdjur, men attackerar också friska och välnärda individer när tillfälle ges. Större byten biter den i huvudsak först i bakdelen. Mindre byten angrips ofta med bett över rygg eller skuldra. I närheten av människor faller även boskapsdjur, tamkatter och tamhundar offer för vargar. Unga vargar tar olika insekter (särskilt skalbaggar) som föda. I perioder med mindre tillgång till föda äter vargar även kadaver och biologiskt avfall. Vargen är en ren köttätare, men kan äta bär och gräs för matsmältningens skull.
Enligt aktuell forskning behöver en varg 500 till 800 kg föda per år. I genomsnitt äter en individ två kilogram per dag men det finns även längre perioder där vargar hungrar.[källa behövs] En fullvuxen varg kan äta 8–9 kg kött under en dag men vanligen äter den bara 2,5 till 6 kg. Om tillfälle ges tvekar dock vargen inte att döda betydligt fler byten än den klarar av att äta. Beteendet kallas av forskare Surplus killing. Det är ytterst sällsynt i naturen, även om det förekommer.
Enligt de senaste rönen (2006) dödar en normalstor vargflock mellan 100 och 120 älgar på ett år. Det rör sig då främst om kalvar och ungdjur, samt äldre älgkor. I enstaka fall, som torde vara sällsynta, kan det förekomma att vargar som attackerar älgar själva blir dödade. Liknade har även rapporterats då det gäller vitsvanshjort.
En studie vid Sveriges lantbruksuniversitet där vargar märktes med GPS-mottagare, studerades vargens sommarjakt i detalj visade att 96 % av den totala massan av bytena bestod av älg. Av 199 djur som vargarna dödade var 148 älgar, 9 rådjur, 5 bävrar, 10 grävlingar, 6 harar, 20 fåglar (främst orre och tjäder) samt 1 kalv av nötboskap. Av älgarna var 133 kalvar och 15 ettåriga älgar.
En annan predationsstudie visade att 43% av rådjursstammen inom ett revir dödades under vinterhalvåret.
Bytets lukt kan kännas över 2,4 km avstånd. Allmänt börjar anfallet 100 till 5000 meter från bytet. Jakt på älg är bara i 8 procent av tillfällen framgångsrik.

### Fortplantning
Parning sker i februari–mars och de omkring 6 ungarna (antalet varierar) föds i lyan efter 65 dygn. Det är endast alfahonan som löper och får ungar. Unga vargar blir könsmogna vid två års ålder, men fortplantar sig i allmänhet inte förrän under sitt tredje levnadsår, och kan stanna hos föräldrarna fram till dess. Äldre ungdjur hjälper föräldrarna vid uppfostran av ungar. När ungdjuren blir könsmogna lämnar de i allmänhet flocken och letar efter egna territorier.

## Vargen och människan

### Kulturhistoria

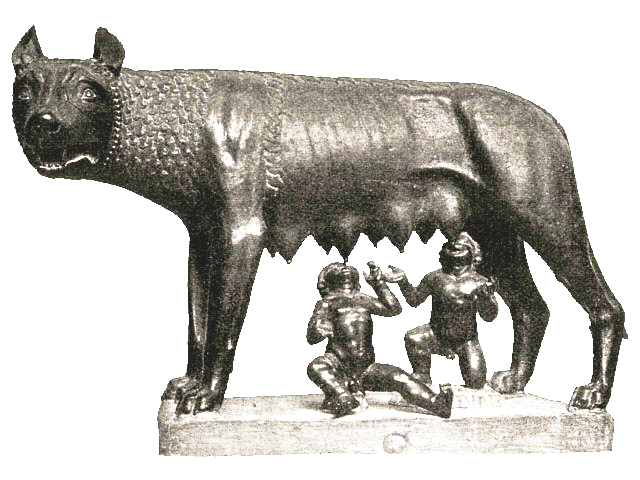
Romulus och Remus med varginnan.

I grekisk mytologi berättas det, att Zeus i vargskepnad tillbads i Arkadien. Romulus, som enligt traditionen var Roms grundare, skall tillsammans med sin tvillingbror Remus ha överlevt tack vare en varginna. Enligt den nordiska mytologin hade Oden de två gråvargarna Gere och Freke i sitt följe. Vid Ragnarök skulle Fenrisulven sluka solen och gudarna Oden och Tyr.

### Status i världen
Enligt den Internationella naturvårdsunionen klassas djurarten varg som globalt livskraftig. Flera populationer både i Nordamerika (se Vargar i Nordamerika) och i Europa är dock allvarligt hotade. I stora delar av vargens tidigare, eller nuvarande, utbredningsområde, jagades eller jagas, arten aktivt. Vargen skall därför ha blivit utrotad i en del länder, bland annat i Storbritannien och Tyskland, men den håller på att komma tillbaka i Tyskland. I andra länder minskar populationen av varg avsevärt, och vargen har blivit fridlyst i flera stater.

### Vargattacker mot människor
I Ryska Imperiet dödades enligt olika källor mellan 3 000 och 20 000 människor av varg under 1800-talet.
Sedan den intensiva forskningen kring varg startade på 1960-talet har få fall inträffat då människor har dödats av varg i västvärlden dokumenterats. I Indien förekommer vargattacker fortfarande, med över tio fall årligen vilka får dödlig utgång.
Attacker mot människor verkar historiskt ha varit återkommande, men relativt sällsynta händelser i Europa. Åtminstone ett hundratal sådana attacker har skett under 1700- och 1800-talen i Fennoskandien. Det verkar ha varit frågan om enskilda vargar eller vargflockar som lärt sig att döda människor, främst barn i åldern tre till tolv år, och fortsatt med attackerna tills de blivit dödade. Vargarna har inte varit rabiessmittade, utan tycks ha jagat för föda. Angreppen har utförts i fattiga trakter, med mycket begränsad tillgång till vilt, liksom i dagens Indien.
Genom att vargarna varit tvungna att ta husdjur eller leta mat i avskrädeshögar har rädslan för människor sannolikt avtagit. I några av fallen antas vargarna tidigare ha levt i fångenskap och därvid vant sig vid mänskor. Vuxna har undvikits vid angreppen; endast i enstaka fall har vuxna eller barn i vuxnas sällskap angripits.
Vargattacker mot människor antas vara osannolika i Fennoskandien, då det finns gott om vilt i skogarna och vargar som börjar röra sig nära bebyggelsen relativt snabbt blir skjutna. Det enda dödsfallet i Sverige på senare tid skedde den 17 juni 2012 då en 30-årig kvinna anställd på Kolmårdens djurpark dödades av socialiserade vargar i fångenskap.

### Varg som sällskapsdjur
I bland annat USA förekommer varg som sällskapsdjur. Dessa är födda i fångenskap. Vargar anses vara mer svårdresserade och mer skeptiska mot att lyda människor än vad hundar är. Valparna måste tas från sin mor tidigt, annars anpassas de inte till att leva med människor.[källa behövs]
Enligt svenska artskyddsförordningen (SFS 2007:845) får vildlevande rovdjur inte hållas som sällskapsdjur. Även hybrider mellan tamhund och vildlevande hunddjur är förbjudna att avla fram, importera, hålla och handla med. Motsvarande lagstiftning finns i många länder i Europa.

### Korsningar mellan hund och varg

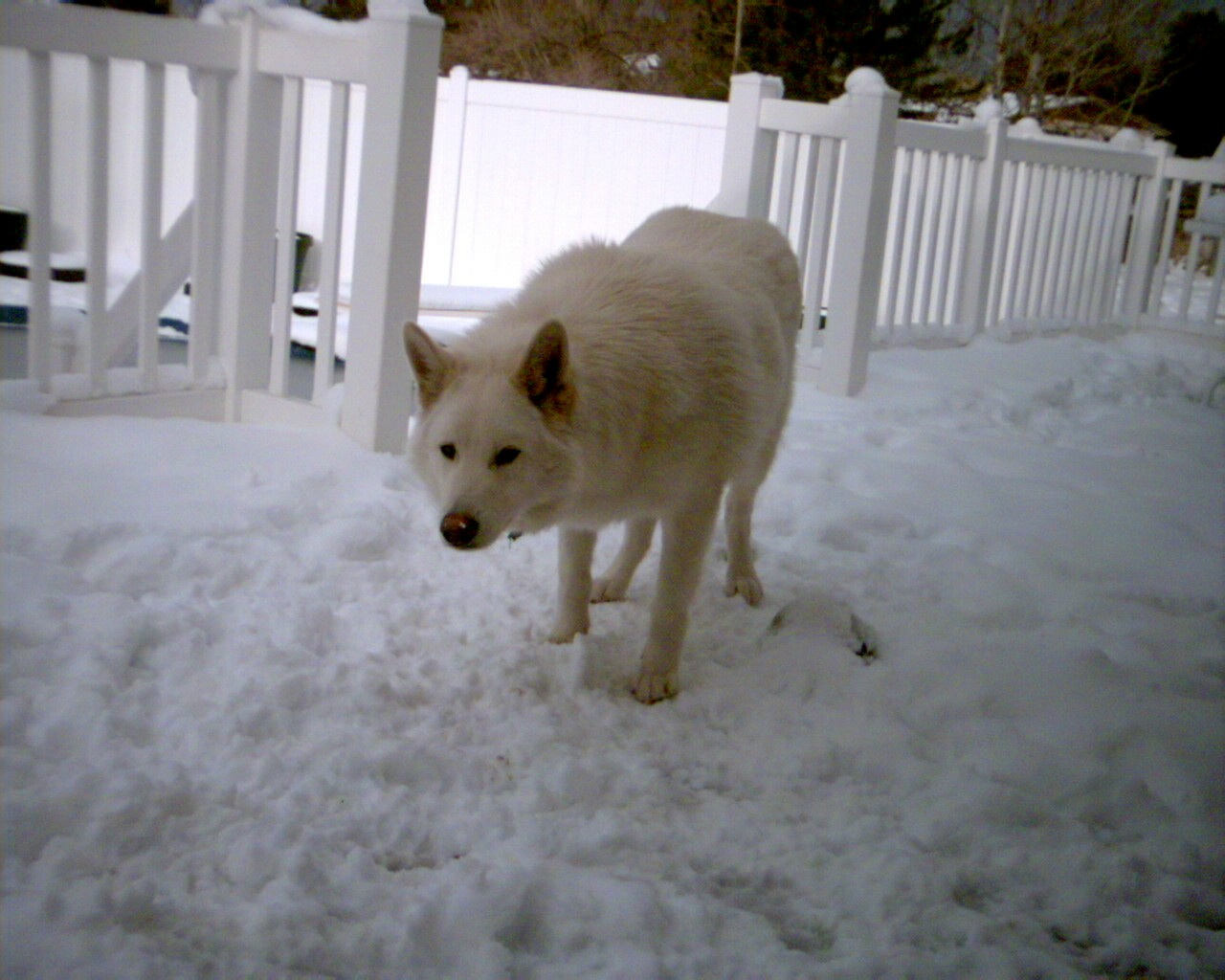
Varghybrid.

Det förekommer också korsningar mellan hund och varg, som säljs som sällskapsdjur i synnerhet i USA. Deras temperament har ansetts svåra att förutse, då olika aspekter kan vara lika hundens eller vargens, med stora variationer till och med inom en kull. Värt att notera är att "varghybrid" är en vanligt använd men inkorrekt term, då det antyder på en korsning mellan två olika arter, medan hund bara är en underart av varg. Varghundar har förbjudits på många håll, bl.a. enligt Sveriges artskyddsförordning. Åren 1979–1998 inträffade minst 14 ödesdigra fall då varghund angrep en människa.
Ibland överdrivs andelen varg i dessa korsningar, vilket gör att också de med erfarenhet av varghundar kan överraskas av en hybrid med stark jaktinstinkt och vilja att dominera. Då tama vargar eller hybrider släpps lösa eller rymmer kan de vara mycket farliga, då de inte har den rädsla för människan som vanliga vargar anses ha.[källa behövs]
I vissa fall har korsningsarbetet resulterat i att avkommans egenskaper har blivit homogent, och några sådana korsningar har kommit att anses som egna hundraser. Detta kan, mer eller mindre, anses vara fallet då det gäller Československý vlčák, Saarloos wolfhond, Kunming Wolfdog, Lupo Italiano, Mackenzie River Husky och Marxdorfer Wolfshund.

### I populärkultur

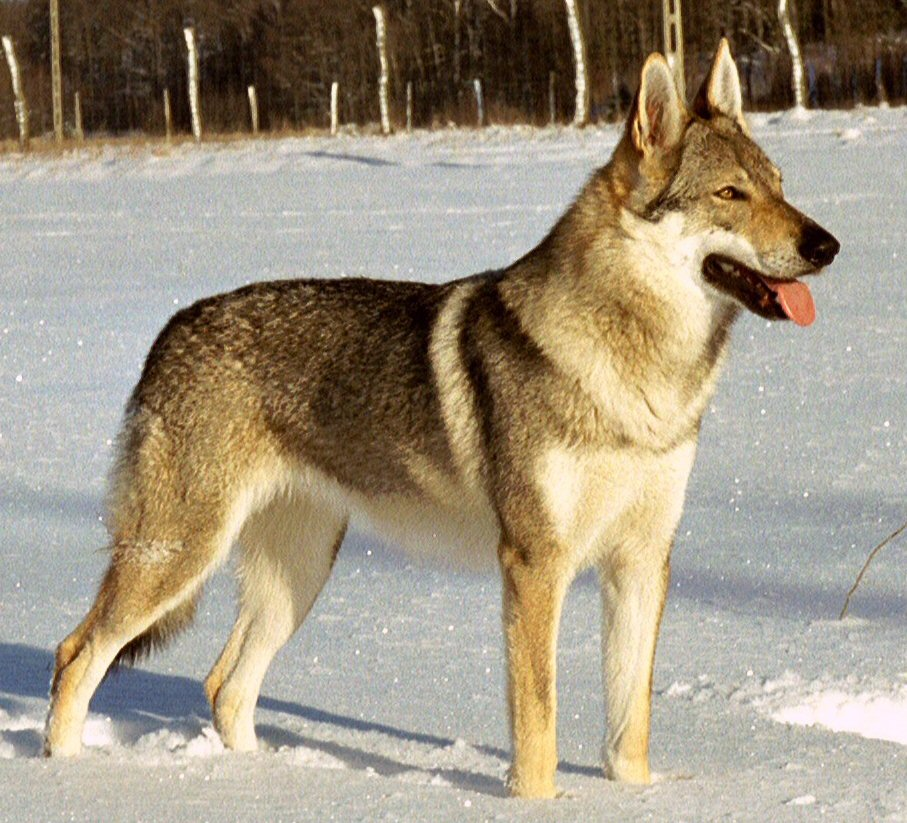
Ceskoslovenský vlcak

Orup sjunger om varg i låten Jag blir hellre jagad av vargar. Fantomen har en tam "bengalisk bergsvarg" kallad Devil. I tv-serien Fablernas värld var Pentti Varg den elaka vargen, som egentligen inte var så elak, när denne hittade på något dumt eller ett hyss så föll han oftast på eget grepp, och i en form av en sensmoral återspeglades detta oftast på slutet i avsnittet.
Det tredje avsnittet av BBC:s dramaserie Manhunters, som sändes hösten 2005, skildrade Gysingevargens attacker mot människor. Man använde sig då av en tjeckoslovakisk varghund, Československý vlčák, för att gestalta vargen. Ceskoslovenský vlcak är en hundhybrid som har uppkommit då man har korsat varg med schäfer.
Varg är en svensk film från 2008. Den är regisserad av Daniel Alfredson. Peter Stormare spelar filmens huvudroll som går under beteckningen Klemens Klemensen.
Dansar med vargar, är en amerikansk film från 1990 i regi av Kevin Costner, som erhöll sju Oscarstatyetter.
Stora stygga vargen är en figur i folksagan Tre små grisar, i dag mest känd genom den tecknade kortfilm The Three Little Pigs från filmserien Silly Symphonies av Walt Disney Feature Animation samt efterföljande filmer och serier. I filmen "Tre små grisar" förekom sången "Ingen rädder för vargen här", "Who's Afraid of the Big Bad Wolf?", som Edward Albee anspelade på i pjäsen "Who's Afraid of Virginia Woolf?", Vem är rädd för Virginia Woolf?, tillika med författarinnan Virginia Woolf. Filmatiseringen av denna pjäs från 1966 med Elizabeth Taylor och Richard Burton i huvudrollerna belönades med fem Oscars. Vargar har förekommit i flera europeiska folksagor, från Aisopos Pojken och vargen till bröderna Grimms Rödluvan, och kännetecknas genomgående av att de med sin slughet och list är ett ständigt påtagligt hot mot människor eller andra djur. Även i tecknade serier, som i många hänseenden är inspirerade av folksagorna, förekommer liknande vargar, bland annat Vargen i serierna om Bamse.